# 約克縣 (內布拉斯加州)
約克縣（英語：York County）是美國內布拉斯加州南部的一個縣。面積1,492平方公里。根據美國2000年人口普查，共有人口14,598。縣治約克。
成立於1870年4月26日，縣名可能來自英國約克或賓夕法尼亞州約克縣。